# ピペコリン酸
ピペコリン酸は、ピペリジンのカルボン酸で、高ピペコリン酸血症において体内に蓄積する有機酸である。
生合成は必須アミノ酸であるリジンを原料としてピペコリン酸経路にてなされる。
ピペコリン酸はピリドキシン依存性てんかんの診断指標として提案されている。
タクソン特異的クリスタリン蛋白であり、また甲状腺ホルモンと結合もするCRYM(英)が、ピペコリン酸経路で働いている。
ピペコリン酸はマーチソン隕石内にその存在が確認されたことがある。